# 生长的石头
《生长的石头》（法語：La pierre qui pousse）是法国作家阿尔贝·加缪的一部短篇小说，1957年收录于小说集《流放与王国》出版。

## 情节
巴西当地司机苏格拉底，送法国工程师达赫斯特（d'Arrast）到小镇伊瓜佩。那里要建造一座海堤，防止下城被洪水淹没。他们在夜间穿过了丛林，达赫斯特醒来时，受到伊瓜佩镇上知名人士的欢迎。
警察局长到达后，发生了一些事情。他显然喝醉了，要求看达赫斯特的护照，声称是无效的。镇上的其他政要感到尴尬，向他道歉，法官要求达赫斯特对警察局长选择一种惩罚，但他拒绝这样做。
达赫斯特在参观该镇的下城时，看到了生活在那里的穷人、黑人的贫困。在参观时，他到一间小屋拜访，这家的女儿招待他们喝朗姆酒。不过他还是感受到了当地人对他和向导的敌意。在他回来时，司机解释了当晚要举行的仪式。当地人发现一尊耶稣的雕像从海上漂流到河里，于是把它保存在一个山洞里，此后，一块石头就在那里生长起来。现在，他们每年都要举行节日和游行来庆祝这个奇迹。
然后苏格拉底和德阿拉斯特遇到一个老水手，他有自己的奇迹要告诉他们。他解释了他的船是如何着火的，他从救生艇上摔下来。尽管他在水里游泳时已很虚弱，但是他认出了从伊瓜佩教堂发出的光线，向它游去，平安归来。水手曾向耶稣许下诺言，如果他得救，会带着一块50公斤的石头去教堂。水手讲完他的故事后，邀请达赫斯特参加当晚的各种仪式，跳舞，虽然他提到他自己不会去跳舞，因为他许诺第二天要去搬石头。
黄昏时分，达赫斯特跟随水手和他的兄弟来到森林附近的一间小屋，里面放着一尊长角的神像，男人和女人在那里跳舞。随着鼓声越来越响，舞者也越来越狂野，达赫斯特的新朋友忘记了他不加入跳舞队伍的决定。达赫斯特试图提醒他不要跳舞，但被要求离开仪式。
第二天，达赫斯特正在观看镇上的游行，他看到了履行昨晚诺言的朋友。水手正在艰难地搬运这块五十公斤重的石头，不止一次地摔倒。达赫斯特和他一起走，试图帮助他，但并没有用。由于昨晚的庆祝活动，水手已经精疲力竭，最终不得不放弃将石头搬到教堂的努力。
水手最终倒下了，达赫斯特决定接替他的任务。他接过了朋友的重担，把它搬到教堂去。这块石头似乎越来越重，他太挣扎了。然而，他突然决定改变路线，不是去教堂，而是到市中心的水手自己的小屋，把石头扔在房间的中心。水手和他的兄弟赶上了达赫斯特，他们的反应不是愤怒，而是请他和他们一起坐下来。

## 解释
达赫斯特对普通民众表示同情的最初迹象是，他拒绝惩罚警察局长。后来，他同意去观看这些住在该镇条件最恶劣地区的穷人的、起源于非洲的、前基督教（尽管加缪不相信文化线性地发展到基督教标准）仪式，从某种意义上说，他明白，当厨师选择在晚上跳舞时，传统旧宗教对他和他的人民的拉力，比新宗教更强大。他拒绝把石头带进教堂，而选择把它放在仪式小屋的中心，象征着他对他们的同情。在某种程度上，他们明白这一点。人们和他坐在小屋的石头旁边，就说明了这一点。